# Dawca czasu
Dawca czasu (lub synchronizator, niem. Zeitgeber) – egzogenne źródło synchronizacji zegara biologicznego organizmu do rytmu 24-godzinnego. Dla większości organizmów głównym dawcą czasu jest światło (sekwencje światła i ciemności). Funkcję tę mogą także pełnić rytmy temperatury otoczenia, dostępność pokarmu czy bodźce społeczne.
Terminu Zeitgeber po raz pierwszy użył Jürgen Aschoff w latach 60. XX wieku.